# Drets humans a Cap Verd
Els drets humans a Cap Verd són protegits en la en la constitució nacional.
L'Informe de Drets Humans per 2009 del Departament d'Estat dels Estats Units destaca que en general el govern respecta els drets bàsics dels ciutadans, però mostra preocupacions en certes àrees, com ara les condicions de reclusió, el procediment legal i la discriminació.

## Desenvolupament
La protecció legislativa dels drets humans pot ser vista relativament com a recentment desenvolupada, amb la constitució adoptada oficialment en 1980. El sistema polític opera sota una democràcia parlamentària multipartidista.

## Situació històrica
El gràfic següent mostra les qualificacions de Cap Verd des de 1975 als informes de Llibertat al món publicats anualment per Freedom House. Un valor d'1 és "lliure"; 7 "no lliure"1
| \| Any \| Drets polítics \| Llibertats civils \| Situació \| President2 \| \| 1975 \| 5 \| 5 \| Parcialment lliure \| Aristides Pereira \| \| 1976 \| 6 \| 6 \| No lliure \| Aristides Pereira \| \| 1977 \| 6 \| 6 \| No lliure \| Aristides Pereira \| \| 1978 \| 6 \| 6 \| No lliure \| Aristides Pereira \| \| 1979 \| 6 \| 6 \| No lliure \| Aristides Pereira \| \| 1980 \| 6 \| 6 \| No lliure \| Aristides Pereira \| \| 1981 \| 6 \| 6 \| No lliure \| Aristides Pereira \| \| 19823 \| 6 \| 6 \| No lliure \| Aristides Pereira \| \| 1983 \| 6 \| 6 \| No lliure \| Aristides Pereira \| \| 1984 \| 6 \| 7 \| No lliure \| Aristides Pereira \| \| 1985 \| 6 \| 7 \| No lliure \| Aristides Pereira \| \| 1986 \| 6 \| 6 \| No lliure \| Aristides Pereira \| \| 1987 \| 5 \| 6 \| Parcialment lliure \| Aristides Pereira \| \| 1988 \| 5 \| 6 \| No lliure \| Aristides Pereira \| \| 1989 \| 6 \| 5 \| No lliure \| Aristides Pereira \| \| 1990 \| 5 \| 5 \| Parcialment lliure \| Aristides Pereira \| \| 1991 \| 2 \| 3 \| Lliure \| Aristides Pereira \| \| 1992 \| 1 \| 2 \| Lliure \| António Mascarenhas Monteiro \| \| 1993 \| 1 \| 2 \| Lliure \| António Mascarenhas Monteiro \| \| 1994 \| 1 \| 2 \| Lliure \| António Mascarenhas Monteiro \| \| 1995 \| 1 \| 2 \| Lliure \| António Mascarenhas Monteiro \| \| 1996 \| 1 \| 2 \| Lliure \| António Mascarenhas Monteiro \| \| 1997 \| 1 \| 2 \| Lliure \| António Mascarenhas Monteiro \| \| 1998 \| 1 \| 2 \| Lliure \| António Mascarenhas Monteiro \| \| 1999 \| 1 \| 2 \| Lliure \| António Mascarenhas Monteiro \| \| 2000 \| 1 \| 2 \| Lliure \| António Mascarenhas Monteiro \| \| 2001 \| 1 \| 2 \| Lliure \| António Mascarenhas Monteiro \| \| 2002 \| 1 \| 2 \| Lliure \| Pedro Pires \| \| 2003 \| 1 \| 1 \| Lliure \| Pedro Pires \| \| 2004 \| 1 \| 1 \| Lliure \| Pedro Pires \| \| 2005 \| 1 \| 1 \| Lliure \| Pedro Pires \| \| 2006 \| 1 \| 1 \| Lliure \| Pedro Pires \| \| 2007 \| 1 \| 1 \| Lliure \| Pedro Pires \| \| 2008 \| 1 \| 1 \| Lliure \| Pedro Pires \| \| 2009 \| 1 \| 1 \| Lliure \| Pedro Pires \| \| 2010 \| 1 \| 1 \| Lliure \| Pedro Pires \| \| 2011 \| 1 \| 1 \| Lliure \| Pedro Pires \| \| 2012[3] \| 1 \| 1 \| Lliure \| Jorge Carlos Fonseca \| \| 2013[4] \| 1 \| 1 \| Lliure \| Jorge Carlos Fonseca \| \| 2014[5] \| 1 \| 1 \| Lliure \| Jorge Carlos Fonseca \| |                |                   |                    |                              |
| Any | Drets polítics | Llibertats civils | Situació           | President2                   |
| 1975 | 5              | 5                 | Parcialment lliure | Aristides Pereira            |
| 1976 | 6              | 6                 | No lliure          | Aristides Pereira            |
| 1977 | 6              | 6                 | No lliure          | Aristides Pereira            |
| 1978 | 6              | 6                 | No lliure          | Aristides Pereira            |
| 1979 | 6              | 6                 | No lliure          | Aristides Pereira            |
| 1980 | 6              | 6                 | No lliure          | Aristides Pereira            |
| 1981 | 6              | 6                 | No lliure          | Aristides Pereira            |
| 19823 | 6              | 6                 | No lliure          | Aristides Pereira            |
| 1983 | 6              | 6                 | No lliure          | Aristides Pereira            |
| 1984 | 6              | 7                 | No lliure          | Aristides Pereira            |
| 1985 | 6              | 7                 | No lliure          | Aristides Pereira            |
| 1986 | 6              | 6                 | No lliure          | Aristides Pereira            |
| 1987 | 5              | 6                 | Parcialment lliure | Aristides Pereira            |
| 1988 | 5              | 6                 | No lliure          | Aristides Pereira            |
| 1989 | 6              | 5                 | No lliure          | Aristides Pereira            |
| 1990 | 5              | 5                 | Parcialment lliure | Aristides Pereira            |
| 1991 | 2              | 3                 | Lliure             | Aristides Pereira            |
| 1992 | 1              | 2                 | Lliure             | António Mascarenhas Monteiro |
| 1993 | 1              | 2                 | Lliure             | António Mascarenhas Monteiro |
| 1994 | 1              | 2                 | Lliure             | António Mascarenhas Monteiro |
| 1995 | 1              | 2                 | Lliure             | António Mascarenhas Monteiro |
| 1996 | 1              | 2                 | Lliure             | António Mascarenhas Monteiro |
| 1997 | 1              | 2                 | Lliure             | António Mascarenhas Monteiro |
| 1998 | 1              | 2                 | Lliure             | António Mascarenhas Monteiro |
| 1999 | 1              | 2                 | Lliure             | António Mascarenhas Monteiro |
| 2000 | 1              | 2                 | Lliure             | António Mascarenhas Monteiro |
| 2001 | 1              | 2                 | Lliure             | António Mascarenhas Monteiro |
| 2002 | 1              | 2                 | Lliure             | Pedro Pires                  |
| 2003 | 1              | 1                 | Lliure             | Pedro Pires                  |
| 2004 | 1              | 1                 | Lliure             | Pedro Pires                  |
| 2005 | 1              | 1                 | Lliure             | Pedro Pires                  |
| 2006 | 1              | 1                 | Lliure             | Pedro Pires                  |
| 2007 | 1              | 1                 | Lliure             | Pedro Pires                  |
| 2008 | 1              | 1                 | Lliure             | Pedro Pires                  |
| 2009 | 1              | 1                 | Lliure             | Pedro Pires                  |
| 2010 | 1              | 1                 | Lliure             | Pedro Pires                  |
| 2011 | 1              | 1                 | Lliure             | Pedro Pires                  |
| 2012 | 1              | 1                 | Lliure             | Jorge Carlos Fonseca         |
| 2013 | 1              | 1                 | Lliure             | Jorge Carlos Fonseca         |
| 2014 | 1              | 1                 | Lliure             | Jorge Carlos Fonseca         |

## Tractats internacionals
La postura de São Tomé i Príncipe sobre els tractats internacionals dels drets humans és:
| Tractat | Organització   | Introduït | Signat | Ratificat |
| Convenció per la Prevenció i la Sanció del Delicte de Genocidi                                                                                  | Nacions Unides | 1948      | -      | 2011      |
| Convenció Internacional sobre l'Eliminació de totes les Formes de Discriminació Racial                                                          | Nacions Unides | 1966      | -      | 1979      |
| Pacte Internacional dels Drets Econòmics, Socials i Culturals                                                                                   | Nacions Unides | 1966      | -      | 1993      |
| Pacte Internacional de Drets Civils i Polítics                                                                                                  | Nacions Unides | 1966      | -      | 1993      |
| Primer Protocol Facultatiu del Pacte Internacional de Drets Civils i Polítics                                                                   | Nacions Unides | 1966      | -      | 2000      |
| Convenció per la Imprescriptibilitat dels Crims contra la Humanitat i Crims de Guerra                                                           | Nacions Unides | 1968      | -      | -         |
| Convenció Internacional sobre la Repressió i el Càstig del Crim d'Apartheid                                                                     | Nacions Unides | 1973      | -      | 1979      |
| Convenció sobre l'eliminació de totes les formes de discriminació contra la dona                                                                | Nacions Unides | 1979      | -      | 1980      |
| Convenció contra la tortura i altres tractes o penes cruels, inhumanes o degradants                                                             | Nacions Unides | 1984      | -      | 1992      |
| Convenció sobre els drets de l'infant | Nacions Unides | 1989      | -      | 1992      |
| Segon Protocol Facultatiu del Pacte Internacional de Drets Civils i Polítics                                                                    | Nacions Unides | 1989      | -      | 2000      |
| Convenció internacional sobre la protecció dels drets de tots els treballadors migratoris i dels seus familiars                                 | Nacions Unides | 1990      | -      | 1997      |
| Protocol Facultatiu de la Convenció sobre l'eliminació de totes les formes de discriminació contra la dona                                      | Nacions Unides | 1999      | -      | 2011      |
| Protocol Facultatiu de la Convenció sobre els Drets del Nen relatiu a la participació d'infants en els conflictes armats                        | Nacions Unides | 2000      | -      | 2002      |
| Protocol Facultatiu de la Convenció sobre els Drets de l'Infant relatiu a la venda d'infants, la prostitució infantil i la pornografia infantil | Nacions Unides | 2000      | -      | 2002      |
| Convenció Internacional sobre els Drets de les Persones amb Discapacitat                                                                        | Nacions Unides | 2006      | 2007   | 2011      |
| Protocol Facultatiu de la Convenció sobre els Drets de les Persones amb Discapacitat                                                            | Nacions Unides | 2006      | -      | -         |
| Convenció internacional per a la protecció de totes les persones contra les desaparicions forçades                                              | Nacions Unides | 2006      | 2007   | -         |
| Protocol Facultatiu del Pacte Internacional de Drets Econòmics, Socials i Culturals                                                             | Nacions Unides | 2008      | 2011   | -         |
| Protocol Facultatiu de la Convenció sobre els Drets del Nen en Procediment de Comunicacions                                                     | Nacions Unides | 2011      | -      | -         |